# Zwei Herzen für Rani
Zwei Herzen für Rani (original: Mujhse Shaadi Karogi; Hindi: मुझसे शादी करोगी, mujhase śādī karogī; Urdu: مجھ سے شادی کروگی, wörtl.: Heiratest du mich?) ist eine Bollywood-Komödie aus dem Jahr 2004.

## Handlung
Samir hat Probleme, sein Temperament unter Kontrolle zu halten. Als ihn deswegen seine Freundin verlässt, beschließt er, an einen Ort zu ziehen, wo er niemanden kennt, und hofft, dass er dadurch nie wieder einen Wutanfall bekommt. Er geht nach Goa und arbeitet dort als Rettungsschwimmer. Er mietet sich ein Zimmer beim verrückten Duggal. Von seinem Fenster aus sieht er die hübsche Rani und verliebt sich in sie. Bei seinen Versuchen, sie näher kennenzulernen, tritt er von einem Fettnäpfchen ins andere und verscherzt es sich durch Missgeschicke mit ihrem Vater Dugraj Singh. Dann zieht ein Mann namens Sunny mit in sein Zimmer ein, der es ebenfalls auf Rani abgesehen hat. Sunny schafft es schnell, sich bei Ranis Vater beliebt zu machen, und versucht mit allen Mitteln, Samirs Pläne zu durchkreuzen. Samir scheint durch seine Aktionen die Lage nur noch zu verschlimmern. Am Ende, als er aufgeben will, bringt Sunny ihn dazu, noch zu kämpfen. Er sucht und findet Rani, gesteht ihr seine Liebe und macht ihr einen Heiratsantrag. Sie nimmt ihn an. Plötzlich taucht Sunny auf. Er sagt, dass er Samirs alter Klassenkamerad sei, und beweist ihm dies. Sie umarmen sich. Rani und Samir heiraten.

## Synchronisation
Die deutsche Synchronisation entstand nach dem Dialogbuch und der Dialogregie von Bernd Nigbur im Auftrag der Splendid Synchron GmbH in Köln.
| Rolle                     | Darsteller        | Deutscher Sprecher  |
| ------------------------- | ----------------- | ------------------- |
| Samir Malhotra            | Salman Khan       | Ole Pfennig         |
| Sunny Khurana/Khosla/Arun | Akshay Kumar      | Charles Rettinghaus |
| Rani Singh                | Priyanka Chopra   | Gundi Eberhard      |
| Dugraj Singh              | Amrish Puri       | Jürgen Kluckert     |
| Surya Prakash             | Satish Shah       |                     |
| Mr. Duggal                | Kader Khan        | Karlheinz Tafel     |
| Romi (Gastauftritt)       | Amrita Arora      |                     |
| Raj Purchit               | Rajpal Yadav      | Norman Matt         |
| Hundeverkäufer            | Kurush Deboo      | Matthias Haase      |
| Direktor                  | Dinyar Contractor | Hans-Gerd Kilbinger |

## Auszeichnungen
- IIFA Awards
  - Bester Komiker – Akshay Kumar
- Screen Weekly Awards 2005
  - Best Art Direction – Sharmishta Roy